# Max Kronert
Max Kronert (né Max Josef Florian Trübsand le 4 juillet 1872 à Breslau, mort le 22 juillet 1925 à Berlin) est un acteur allemand de théâtre et de cinéma muet.

## Filmographie
- 1918 : Carmen d'Ernst Lubitsch
- 1919 : The Monastery of Sendomir
- 1919 : The Toy of the Tsarina
- 1919 : La Princesse aux huîtres (Die Austernprinzessin)
- 1919 : Countess Doddy
- 1919 : Meine Frau, die Filmschauspielerin
- 1919 : Die Tochter des Mehemed d'Alfred Halm
- 1919 : La Poupée d'Ernst Lubitsch
- 1920 : Die Dame in Schwarz
- 1920 : Le Golem (Der Golem : Wie er in die Welt kam)
- 1920 : Sumurun d'Ernst Lubitsch
- 1920 : Panic in the House of Ardon
- 1920 : Satanas de Friedrich Wilhelm Murnau
- 1921 : The Riddle of the Sphinx
- 1921 : La Chatte des montagnes (Die Bergkatze)
- 1921 : The Adventuress of Monte Carlo
- 1921 : The Eternal Curse
- 1921 : Die Ratten
- 1921 : Das Spiel mit dem Feuer
- 1921 : Das Rätsel der Sphinx
- 1922 : Die weisse Wüste
- 1922 : Louise de Lavallière
- 1923 : Alles für Geld
- 1923 : I.N.R.I. de Robert Wiene
- 1924 : À qui la faute ? (titre original : Nju)
- 1925 : Die Frau für 24 Stunden